# Piszczewik Moskwa
Piszczewik Moskwa (ros. «Пищевик» Москва) – radziecki klub piłkarski z Moskwy.
Klub należał do Związku Pracowników Żywności.

## Historia
Drużyna piłkarska Piszczewiki występowała w Mistrzostwach Moskwy w latach 1926—1930. Potem na bazie tej drużyny został założony klub Spartak Moskwa.
W 1938 roku klub o nazwie Piszczewik Moskwa wziął udział w Pucharze ZSRR, a dzięki reformie systemu lig debiutował od razu w Grupie A Mistrzostw ZSRR, jednak nie utrzymał się w niej. Zajął 23 miejsce (z 26 drużyn) i spadł do Grupy B.
Po II wojnie światowej, w 1946, Piszczewik kontynuował występy w Drugiej Grupie. 
W 1947 zajął 12 miejsce i więcej nie przystąpił do rozgrywek profesjonalnych.

## Osiągnięcia
- 1/8 finału w Pucharze ZSRR:

1946

## Znani piłkarze
- Wasilij Jermiłow
- Władimir Nikanorow
- Wiktor Tierientjew